# Das Mädchen, mit dem die Kinder nicht verkehren durften
Das Mädchen, mit dem die Kinder nicht verkehren durften ist ein Jugendroman von Irmgard Keun, der 1936 bei Allert de Lange in Amsterdam erschien. Keun war 1936 nach Ostende geflüchtet, um der Verfolgung durch die Nationalsozialisten zu entgehen.

## Inhalt
Ein Schulmädchen, geboren um 1908, erzählt über Vorfälle in seiner Heimatstadt Köln im zweiten Halbjahr 1918. Die Ich-Erzählerin, die ihren Namen nicht preisgibt, weiß gar nicht, warum sie in der Schule einen Tadel nach dem anderen erhält. Auch daheim verursacht das Kind manchen großen Krach. Auf Grund der Streiche des Mädchens dürfen viele Kinder am Ort der Handlung, einer Kölner Vorstadt, nicht mit ihm verkehren.
Die Erzählerin besucht die dritte Klasse und hat Feinde unter den Erwachsenen. Eine solche Feindin ist Frau Meiser, die für das Umgangsverbot verantwortlich ist. Aber die Geschädigte findet sich nicht damit ab, sondern spannt sogar ihren Vater Victor, einen wenig erfolgreichen Geschäftsmann, in den Kampf gegen Frau Meiser ein. Victor wird so zur Konstruktion von Wasserbomben und zu deren gezieltem Abwurf aus größerer Höhe aufs Trottoir angestiftet. Eine von den prall gefüllten Papiertüten zerplatzt prompt auf Frau Meisers Haupt. Zuweilen steht die Erzählerin in Opposition zur Mutter, aber im Grunde haben sich beide lieb. Die Mutter bringt großes Verständnis für die Dummheiten der Tochter auf.
Im elterlichen Haushalt gibt es keinen Kupfertopf mehr, da auf Grund des Krieges das Material für Kanonen verwendet wurde. Die Erzählerin wendet sich im Sommer 1918 brieflich an den Kaiser. Der Krieg dauere schon viel zu lange, und statt Zucker gebe es nur Saccharin zu kaufen; zudem seien alle Onkel mütterlicherseits gefallen. Der Frieden sei dem Krieg vorzuziehen.
Auf einer Hamstertour wird die Familie von einem Bauern unsanft behandelt. Auf dem Rückweg laufen der Erzählerin Arbeiter und Arbeiterinnen aus Munitionsfabriken über den Weg: grün und gelb sehen Gesichter und Haare aus. Der Nachbar, Herr Kleinerz, hat einen „fortgeschossenen Arm“. Mit dem Brief an den Kaiser hat der Vater Ärger. Irgendwer hat das unfrankierte Kuvert mit dem kritischen Schriftstück darin auf dem Postwege abgefangen. Täglich muss der Vater sich auf dem Polizeipräsidium insistierende Fragen gefallen lassen. Die Erzählerin stiehlt während der Hungersnot auf dem Kölner Güterbahnhof Steckrüben vom Waggon. Der Zug fährt während des Diebstahls mit der Erzählerin ab und hält erst wieder in Frechen. Die kleine Rübendiebin springt ab und kommt mit gefülltem Mausesack wohlbehalten bei der Mutter an. Diese lässt sich von der Tochter über die Herkunft des hochbegehrten gelblich-rötlichen Volksnahrungsmittels belügen.
Nach dem November 1918 ist Frieden in Sicht und Köln bekommt eine englische Besatzung. „Depressionen – das sind Traurigkeiten“, wird der Leser zum Romanschluss belehrt.
Am Ende vollführt die Erzählerin einen Zeitsprung. Der Krieg ist zwei Jahre vorbei. Ab und zu beteuert das Mädchen bei entsprechendem Anlass, es wolle nicht länger leben. Aber das sind alles Redensarten. In Wirklichkeit lässt sich die inzwischen 13-Jährige nie unterkriegen. Wo kommen die Kinder her? Diese Frage kann oder möchte der Neugierigen keiner beantworten. Doch das frühreife Kind denkt schon in die richtige Richtung. Es macht sich ernsthaft Gedanken über die Liebe, denn dies sei wie „Hand in Hand der Sonne“ entgegengehen.

## Rezeption
Der Roman sei von der Berufsschriftstellerin noch vor ihrem Exil geschrieben worden - schlicht zum Erwerb des Lebensunterhaltes. Das fröhlich geschriebene Buch fordert immer wieder zur Nachdenklichkeit auf. Die zahlreichen Kapitel besitzen einen hintergründigen Humor und handeln von den Streichen und Abenteuern dieses zehnjährigen Mädchens, das nicht bereit ist, die Welt einfach so zu akzeptieren, wie sie angeblich ist. Sie will sich nicht an alle von den Erwachsenen aufgestellten Regeln halten, da sie diese nicht sinnvoll findet, und sie sucht die Welt durch ihre meist gutmütigen Streiche zum Guten zu ändern. Einige Rezensenten meinen, der Roman trage autobiographische Züge. Die Versuche, drei Soldaten auf deren Wunsch hin mit Scharlach anzustecken, um weiterem Kriegsdienst zu entgehen, sind möglicherweise erfunden, die Eingabe an den Kaiser beruht aber auf Keuns eingereichter Klage gegen die Regierung, das – bedingt durch das Bücherverbot – verlorene Geld wiederzubekommen.